# Scopula ochreofusa
Scopula ochreofusa är en fjärilsart som beskrevs av W. Warren 1899. Scopula ochreofusa ingår i släktet Scopula och familjen mätare. Inga underarter finns listade.